# Шелаболіхинський район
Шелаболі́хинський район (рос. Шелаболихинский район) — район у складі Алтайського краю Російської Федерації.
Адміністративний центр — село Шелаболіха.

## Історія
Район утворений 1924 року, пізніше був ліквідований. 15 січня 1944 року відновлений. 1963 року ліквідований. 1985 року відновлений.

## Населення
Населення — 12708 осіб (2019; 13678 в 2010, 15818 у 2002).

## Адміністративний поділ
Район адміністративно поділяється на 9 сільських поселень (сільрад):
| Поселення                     | Площа, км² | Населення, осіб (2002) | Населення, осіб (2010) | Населення, осіб (2019) | Центр        | Населені пункти |
| ----------------------------- | ---------- | ---------------------- | ---------------------- | ---------------------- | ------------ | --------------- |
| Верх-Кучуцька сільська рада   | 217,23     | 1585                   | 1354                   | 1230                   | Верх-Кучук   | 2               |
| Ільїнська сільська рада       | 124,87     | 851                    | 742                    | 677                    | Ільїнка      | 2               |
| Інська сільська рада          | 532,91     | 792                    | 667                    | 554                    | Іня          | 1               |
| Кіпрінська сільська рада      | 406,16     | 2588                   | 2227                   | 2094                   | Кіпріно      | 5               |
| Крутішинська сільська рада    | 482,97     | 2149                   | 1733                   | 1555                   | Крутішка     | 4               |
| Кучуцька сільська рада        | 257,65     | 1722                   | 1473                   | 1415                   | Кучук        | 3               |
| Макаровська сільська рада     | 159,65     | 735                    | 520                    | 409                    | Макарово     | 1               |
| Новообінцевська сільська рада | 176,90     | 1064                   | 956                    | 909                    | Новообінцево | 2               |
| Шелаболіхинська сільська рада | 230,19     | 4332                   | 4006                   | 3865                   | Шелаболіха   | 1               |

2017 року ліквідована Омутська сільська рада, територія увійшла до складу Кіпрінської сільради.

## Найбільші населені пункти
Нижче подано список населених пунктів з чисельністю населенням понад 1000 осіб:
| № | Населений пункт | Населення, осіб (2002) | Населення, осіб (2010) |
| - | --------------- | ---------------------- | ---------------------- |
| 1 | Шелаболіха      | 4332                   | 4006                   |
| 2 | Кіпріно         | 1393                   | 1231                   |
| 3 | Крутішка        | 1329                   | 1087                   |
| 4 | Верх-Кучук      | 1222                   | 1074                   |